# Стоуні-Крік-Міллс (Пенсільванія)
Стоуні-Крік-Міллс (англ. Stony Creek Mills) — переписна місцевість (CDP) в США, в окрузі Беркс штату Пенсільванія. Населення — 1048 осіб (2020).

## Географія
Стоуні-Крік-Міллс розташоване за координатами 40°20′58″ пн. ш. 75°51′52″ зх. д. / 40.34944° пн. ш. 75.86444° зх. д. (40.349314, -75.864458).  За даними Бюро перепису населення США в 2010 році переписна місцевість мала площу 1,52 км², уся площа — суходіл. В 2017 році площа становила 1,63 км², уся площа — суходіл.

## Демографія
Згідно з переписом 2010 року, у переписній місцевості мешкало 1045 осіб у 404 домогосподарствах у складі 287 родин. Густота населення становила 686 осіб/км².  Було 425 помешкань (279/км²).
Расовий склад населення:
| - 93,0 % — білих - 1,1 % — чорних або афроамериканців - 0,4 % — корінних американців - 3,3 % — осіб інших рас |

До двох чи більше рас належало 2,2 %. Частка іспаномовних становила 9,5 % від усіх жителів.
За віковим діапазоном населення розподілялося таким чином: 23,1 % — особи молодші 18 років, 60,3 % — особи у віці 18—64 років, 16,6 % — особи у віці 65 років та старші. Медіана віку мешканця становила 40,1 року. На 100 осіб жіночої статі у переписній місцевості припадало 95,7 чоловіків;  на 100 жінок у віці від 18 років та старших — 88,3 чоловіків також старших 18 років.
Середній дохід на одне домашнє господарство  становив 72 352 долари США (медіана — 37 813), а середній дохід на одну сім'ю — 110 785 доларів (медіана — 66 818). За межею бідності перебувало 16,6 % осіб, у тому числі 20,7 % дітей у віці до 18 років та 18,9 % осіб у віці 65 років та старших.
Цивільне працевлаштоване населення становило 356 осіб. Основні галузі зайнятості: освіта, охорона здоров'я та соціальна допомога — 34,8 %, роздрібна торгівля — 15,7 %, фінанси, страхування та нерухомість — 10,1 %, науковці, спеціалісти, менеджери — 8,4 %.